# 道韵楼
23°58′36″N 116°49′23″E / 23.97667°N 116.82306°E
道韵楼 位于中國广东省饶平县三饶镇南联村，始建于1477年，经三代人历时110多年才完工，于明万历十五年1587年建成，是全中国最大的八角形客家围楼。土楼为黄氏族人兴建，居住，鼎盛时可容纳600多人居住，现尚有100多人居住在土楼中。道韵楼座南朝北，内切圆直径101.2米，周长328米，高11.5米，墙厚1.6米，总面积约1万平方米。“道韵”来源于“倒运”，话说黄氏先祖寻址建楼，原定于此，后又外出再找，可找来找去，最后还是觉得这个地方最好，“倒”回来。

## 建筑结构
道韵楼正中门楼石匾上有“道韵楼”3个大字，是明朝礼部尚书黄锦1647年所题。楼内房屋分为3进，深28米，前进、中进为平房，每进后有天井，用于采光；后进为3层楼房，顶层前部有走廊相通。土楼原来三进都是三层的，“大跃进”时期缺化肥，而土楼墙土含有硝磷等物质，墙土被拆当肥料。后因拆楼发生意外，才停止了拆毁，而保留现在两进平房，一进楼房。全楼有56间正房和16间角房。土楼中心是1000平方米卵石铺边的黄土广场，靠南有一厅堂向北，厅堂前有两口公用井，另有30口井设于正房间的界墙之下，方便每房汲水。
土楼的瓦砖是经土布包好，再经火烧而制成，现尚可分辨出瓦棱上的布纹。土楼全部使用竹钉而不用铁钉，历经多年，这些竹钉也无腐朽的迹象。土楼墙基仅为地面上二层青砖，墙体以三合土（闽粤山区的一种建筑材料，主要成分是用河沙、田泥、老墙泥混合净红壤土，再按比例加入红糖和糯米）采用版筑的方式夯筑而成，历经数百年仍然十分坚固。

## 道韵楼与八卦
现在土楼的特色之处在于整个土楼处处与八卦相关，土楼中厅有左右两口水井，若八卦两仪，在主楼八角的棱角相对留出8条巷道，土楼外环巷之外有围屋8列，3进3环围，24排层，宛如八卦三爻，在总体上看，楼内外共同构成了八卦图的布局。土楼许多建筑的数目都是八的倍数，如水井32眼，天窗16个，房72间，梯112架。此外，土楼具有八防的功能。据居住在土楼的当地人介绍，土楼修建成八卦形亦是机缘巧合，当初设计的是圆寨，不知为何三建三倒，后依照八卦形状构建，才建成全国少见的大型八卦形围楼。

## 防卫功能
土楼具有八防的功能：防火攻（楼门顶有注水暗涵）、防匪盗、防乡斗、防兵乱（厚楼墙设有枪炮眼）、防兽害、防地震、防寒暑、防干旱等。据说在清朝顺治年间，土楼曾经被官府收编的土匪包围三个月而攻不破，土楼里的数百居民利用储粮和井水以供自己饮食，利用土楼上面的内沟灌(注水暗涵)水以守住外面官兵的火攻，因而逃过劫难。
而在1918年南澳大地震中，附近的房屋大多倒塌，而土楼里只有几间房屋左右倾斜，反而支撑了整个土楼不倒。

## 旅游
道韵楼有别于闽西北、赣南的客家围屋土楼之非圆即方，它巧妙融方圆于一体，形成八角结构，八卦文化。近年，道韵楼以其独特的古建筑吸引了许多古建筑专家和参观者。而这座“固若金汤”的土楼也敞开寨门，开始利用这一资源发展旅游。
- 收费：现门票为10元。若有当地熟人一起前往则可不用。
- 交通：从饶平县城黄冈镇出发到三饶的车。从三饶车站可乘摩托车，亦可随着道韵楼标志牌步行约10分钟前往。

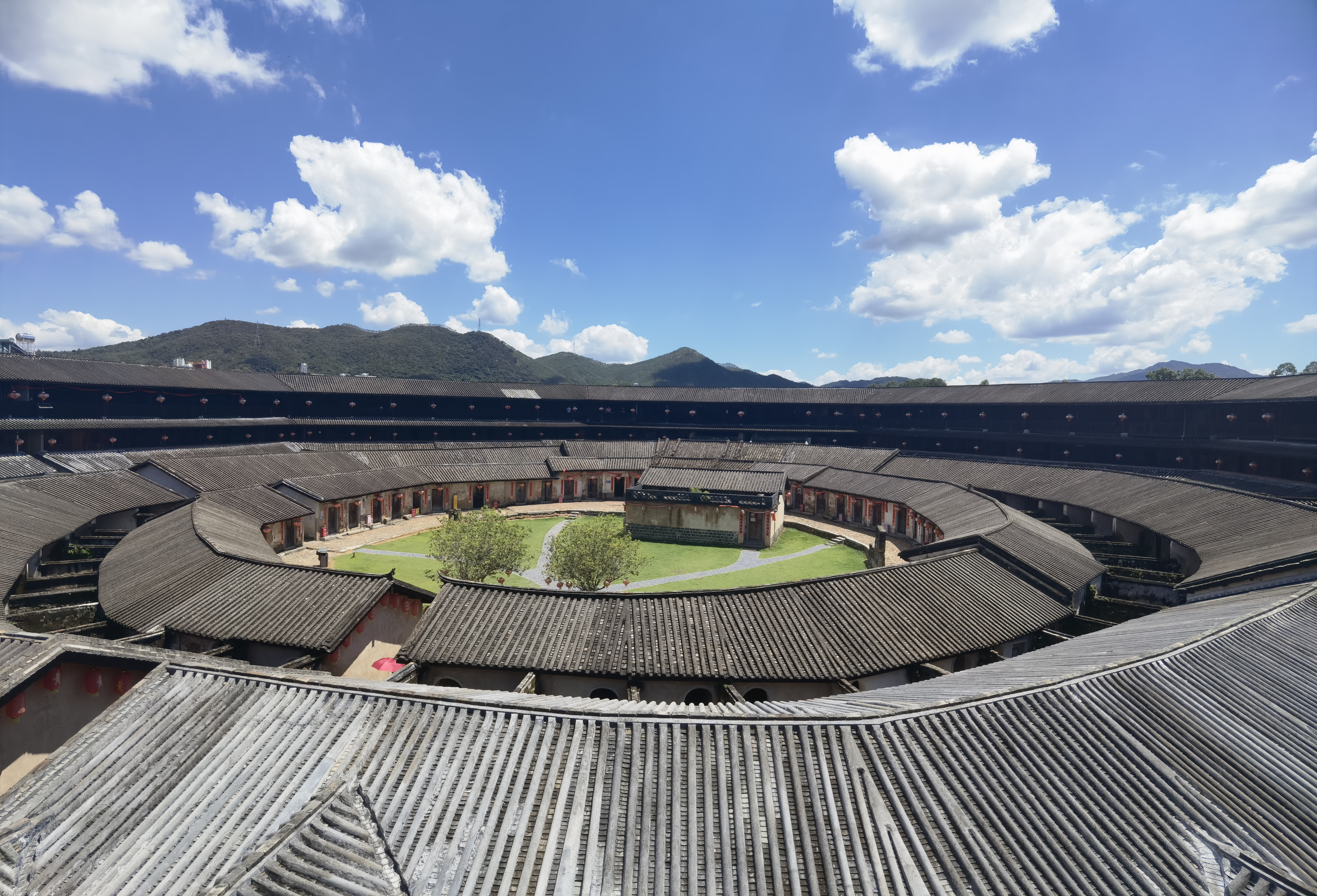
2025年道韵楼局部图